# Анников, Степан Иванович
Степа́н Ива́нович А́нников (23 декабря 1887, Шунангер, Козьмодемьянский уезд, Казанская губерния, Российская империя ― 31 октября 1961, Йошкар-Ола, Марийская АССР, СССР) — марийский советский деятель науки. Первый инженер из мари, кандидат технических наук (1949). Заслуженный деятель науки РСФСР (1958), заслуженный деятель науки и техники Марийской АССР (1947). Участник Первой мировой войны. Член Марийского облисполкома (1929—1934).  

## Биография
Родился 23 декабря 1887 года в д. Шунангер ныне Горномарийского района Марий Эл в бедной крестьянской семье. В 1901 году окончил церковно-приходскую школу в д. Юлъялы Козьмодемьянского уезда Казанской губернии. В 1910 году окончил школу инструкторов по обработке дерева в Мариинском Посаде (в совр. Чувашии).
В 1910–1917 годах отбывал воинскую повинность, служил писарем в артиллерийском полку. Участник Первой мировой войны.
Демобилизовавшись, в 1917 году приехал жить в Казань. Был счётным работником в Казанской городской советской милиции, преподавателем трудовых процессов в разных учебных заведениях города. Здесь окончил вечерние общеобразовательные курсы по подготовке в высшую школу, вечерний рабочий факультет Казанского государственного университета им. В. И. Ленина. В 1920—1924 годах учился на механическом факультете Казанского политехнического института. Но в связи с закрытием этого учреждения в числе лучших студентов был зачислен в Донской политехнический институт в Новочеркасске, где закончил учёбу в 1927 году. Ему предложили должность технического директора на одном из больших заводов в Ростове-на-Дону, но он решил вернуться в Марийскую автономную область.
В 1927 году направлен на работу в г. Краснококшайск (ныне г. Йошкар-Ола), где начал работать инженером Совнархоза. За это время был руководителем строительства маслозавода, кирпичного завода, Юринского кожевенного завода, паросиловых станций в п. Параньга и п. Юрино, скипидарно-очистительного завода в п. Шелангер и др. В 1930 году окончил курсы инженеров-теплотехников в Промышленной академии. С 1927 по 1933 год был заведующим и преподавателем профтехшколы имени В. И. Ленина, затем директором возникшего на её базе Индустриального техникума — первого технического учебного заведения Марийской республики.
В 1932 году перешёл на преподавательскую работу в переведённый из Казани Поволжский лесотехнический институт им. М. Горького: доцент, заведующий кафедрой теплотехники. Впоследствии здесь возглавил организованную им кафедру энергетики. Впервые в институте создал учебную электростанцию, техническую лабораторию, кабинет и многое другое.
В 1937 году окончил аспирантуру Энергетического института АН СССР в Ленинграде. В 1949 году успешно защитил диссертацию на соискание учёной степени кандидата технических наук в Институте механизации и электрификации Академии сельскохозяйственных наук им. В. И. Ленина.
С 1929 по 1934 годы — член Марийского облисполкома. В 1929―1931 годах стал членом Президиума Йошкар-Олинского городского совета. В 1933 году был заместителем заведующего Марийским областным отделом коммунального хозяйства.
В ноябре 1944 года Постановлением Совнаркома Марийской АССР утверждён членом Архитектурного совета Управления по делам архитектуры Марийской АССР.
В 1947 году за выдающиеся заслуги в области развития лесной промышленности Марийской АССР ему присвоено звание «Заслуженный деятель науки и техники Марийской АССР», а в 1958 году за многолетнюю плодотворную инженерную деятельность — звание «Заслуженный деятель науки РСФСР». Дважды награждён почётными грамотами Президиума Верховного Совета Марийской АССР (1943, 1957).
Скончался 31 октября 1961 года в г. Йошкар-Оле, похоронен на Марковском кладбище.

## Признание
- Медаль «За доблестный труд в Великой Отечественной войне 1941–1945 гг.»[4]
- Почётная грамота Президиума Верховного Совета Марийской АССР (1943, 1957)[2][4]
- Заслуженный деятель науки РСФСР (1958)[2][4]
- Заслуженный деятель науки и техники Марийской АССР (1947)[2][4]

## Память
- С 1987 года, в честь 100-летия со дня рождения С. И. Анникова, его именем названа улица в микрорайоне «Берёзово» города Йошкар-Олы[4][5][6].
- В экспозициях Музея истории Поволжского государственного технологического университета, Национального музея Республики Марий Эл им. Т. Евсеева, школьного музея Юлъяльской начальной школы Горномарийского района Марий Эл можно познакомиться с материалами об С. И. Анникове[4].